# L'Exécuteur (film, 2017)
Pour les articles homonymes, voir L'Exécuteur et Shot Caller.
Ne doit pas être confondu avec L'Exécuteur (film, 1970) ou Blastfighter, l'exécuteur.
Pour plus de détails, voir Fiche technique et Distribution.
L'Exécuteur (Shot Caller) est un thriller américain écrit et réalisé par Ric Roman Waugh, sorti en 2017.

## Synopsis
Homme d'affaires respecté et père de famille épanoui, Jacob Harlon a une vie parfaite jusqu'au jour où il provoque la mort de son ami Tom dans un accident de voiture. Jugé responsable de son décès, il est envoyé dans une prison de haute sécurité où il devient un gangster violent et impitoyable, surnommé Money. Lorsqu'il sort de prison, en plus d'être surveillé par la police, ses anciens codétenus lui proposent de commettre un dernier crime...

## Fiche technique
- Titre : L'Exécuteur
- Titre original : Shot Caller
- Réalisation et scénario : Ric Roman Waugh
- Photographie : Dana Gonzales
- Montage : Michelle Tesoro
- Musique : Antonio Pinto
- Production : Michel Litvak, Gary Michael Walters, Jonathan King et Ric Roman Waugh
- Sociétés de production : Bold Films et Participant Media
- Société de distribution : Saban Films
- Pays d'origine :  États-Unis
- Langue originale : anglais
- Format : couleur
- Genre : Action, thriller et film de gangsters
- Durée : 121 minutes
- Tournage : printemps-été 2015 au Nouveau-Mexique et en Californie[2]
- Dates de sortie :
  - États-Unis : 18 août 2017
  - France : 6 février 2018 (DVD)

## Distribution

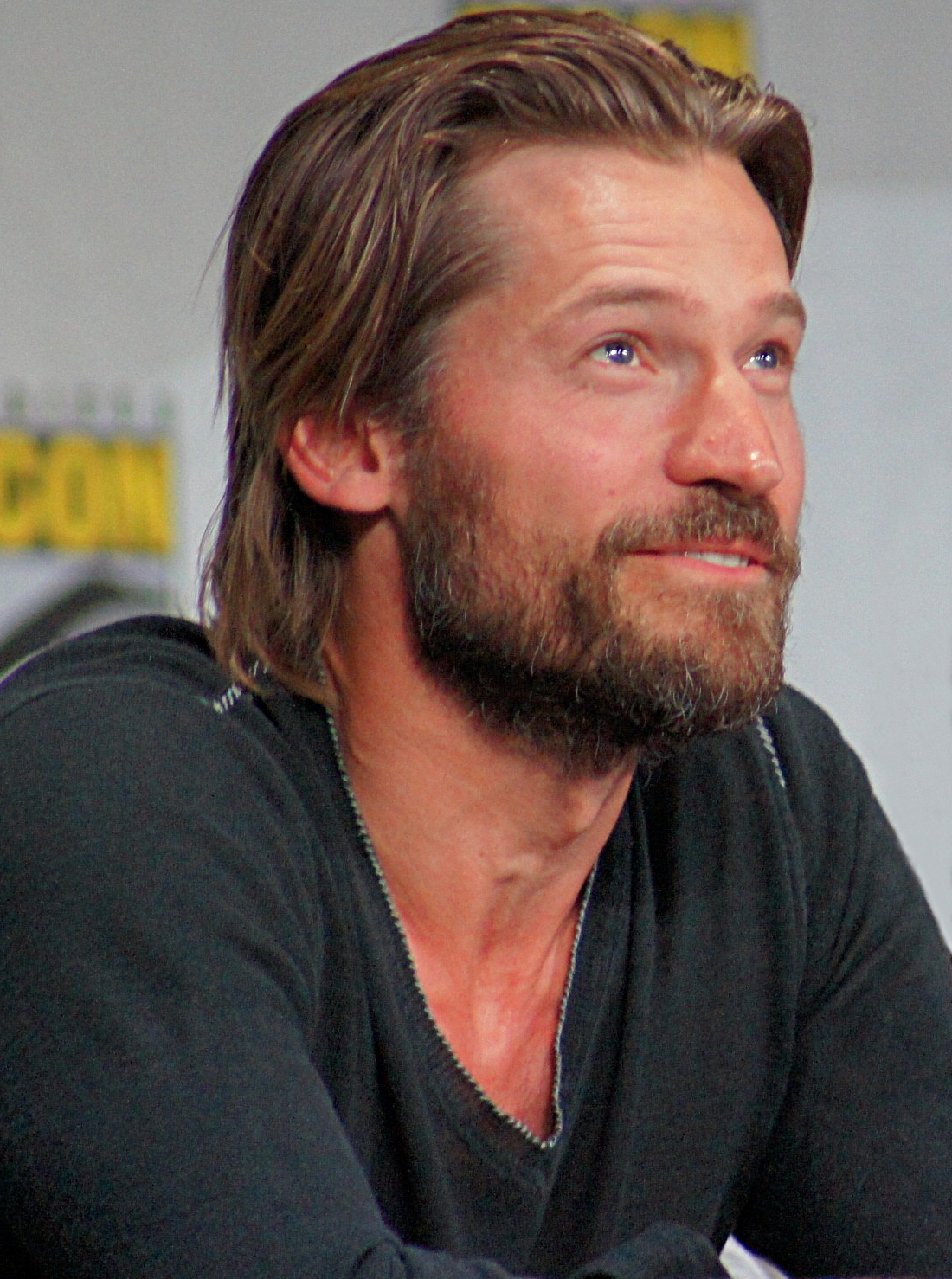
L'acteur principal Nikolaj Coster-Waldau.

- Nikolaj Coster-Waldau (VF : Damien Boisseau ; VQ : Bruno Marcil) : Jacob « Money » Harlon
- Omari Hardwick (VF : Jean-Baptiste Anoumon ; VQ : François L'Écuyer) : Kutcher
- Lake Bell (VF : Armelle Gallaud ; VQ : Camille Cyr-Desmarais) : Kate Harlon
- Jon Bernthal (VF : Boris Rehlinger ; VQ : Frédérik Zacharek) : Frank « Shotgun »
- Emory Cohen (VF : Fabrice Trojani ; VQ : François-Simon Poirier) : Howie
- Jeffrey Donovan (VF : Yann Guillemot) : Bottles
- Evan Jones (VF : Tony Foricheur) : Chopper
- Benjamin Bratt (VF : Maurice Decoster ; VQ : Pierre Auger) : le shérif Sanchez
- Holt McCallany (VF : Guillaume Orsat ; VQ : Louis-Philippe Dandenault) : Jerry « La Bête » Manning
- Juan Pablo Raba (en) (VF : Ludovic Plestan) : Herman Gómez
- Matt Gerald (VF : Tangi Daniel) : Phil Cole
- Michael Landes (VF : Xavier Béja) : Steve
- Jessy Schram (VF : Sabrina Horvais-Amengual) : Jennifer, la femme de Toby
- Keith Jardine (VF : Eric Lichou) : Ripper
- Chris Browning (en) (VF : Valery Forestier) : Toby « Redwood » Simms
- Max Greenfield (VF : Eric Antoine ; VQ : Nicolas Charbonneaux-Collombet) : Tom, le meilleur ami de Jacob
- Monique Candelaria : Lola Gómez
- Sarah Minnich (VF : Céline Grolleau) : Janie
- Esodie Geiger (VF : Isabelle Sempéré) : la juge

 Source et légende : version française (VF) sur RS Doublage